# Morgenstjerne (våben)
 Denne artikel omhandler våbnet morgenstjerne. Opslagsordet har også en anden betydning, se Morgenstjerne.
Morgenstjernen eller stridsplejlen er et våben bestående af et håndtag og et pigbesat hoved. Hovedet kan sidde for enden af en kæde (og således ligne plejlen) eller direkte på et langt håndtag (og således ligne en sømbesat kølle).
Konstruktionen gør at der altid er en spids som vender fremad, og som har kraft nok til at gå igennem fjendens panser.
I Danmark ses morgenstjernen omkring Grevens Fejde, hvor danske bønder slår søm og beslag på deres plejle.